# Gottfried Roth (Afrikaforscher)
Gottfried Roth (* 16. Februar 1853 in Erlinsbach, Kanton Aargau; † November 1883 in Al-Faschir, Region Darfur) war ein Schweizer Afrikareisender, Sprachlehrer, Autor und Inspektor.

## Leben
Gottfried Roth war Sohn des Küfers und Weibels Rudolf Roth, genannt Joggeli Roth-Kaspar, und der Verena, geborene Kaspar. Nach der Grundschule erlernte er das Handwerk seines Vaters und besuchte 1871 einen Spezialkurs an der landwirtschaftlichen Schule in Muri.
Wie sein um acht Jahre älterer Bruder Theophil (1845–1910), der als Kaufmann in Panama und lange in San Nicolás de los Arroyos tätig war, zog es Roth in die Ferne. So hielt er sich für Sprachaufenthalte 1875 in Paris und 1876 in England auf, wo er die Mittelschule Pannal House bei Harrogate besuchte. Dort befreundete sich Roth mit Mitgliedern der British and Foreign Anti-Slavery Society, die aufmerksam die Ereignisse rund um die Sudankrise verfolgten.
Sein ursprünglicher Plan, seinem Bruder nach Argentinien zu folgen, gab Roth 1877 auf, und er beschloss, die Quellen des Sklavenhandels aufzusuchen, um aktiv an dessen Bekämpfung teilzunehmen. So reiste er im Herbst 1877 nach Ägypten, um die dortige Sprache zu erlernen, und arbeitete in Alexandria als Tagelöhner. Später reiste er nach Asyut, wo ihn der Leiter der amerikanischen Missionsschule, Dr. Hogg, als Französischlehrer anstellte. Roth war sprachbegabt und veröffentlichte 1880 ein Französischlehrbuch und eine arabisch-englische Grammatik, die beide während Jahrzehnten in Ägypten als Lehrmittel verbreitet waren.
Ende 1879 unternahm Roth von Asyut aus eine Reise in die Libysche Wüste zu der Oase El-Kassar und im Winter 1880/1881 eine nach Alexandrien zur Oase Siwa, wo es ihm gelang, einen Sklaventransport nach Ägypten zu verhindern. Von beiden Reisen verfasste Roth ausführliche Berichte. Georg Schweinfurth zollte Roth für seine geleisteten Dienste hohe Achtung, und die Geographisch-Kommerzielle Gesellschaft St. Gallen ernannte ihn zum korrespondierenden Mitglied.
Roths Berichte erschienen 1880 in verschiedenen Schweizer Zeitschriften: Eine Reise durch die lybische Wüste, Eine Episode aus Oberägypten, Aus der Oase Siua und Wüste Sahara sowie 1881 In 48 Tagen von Kairo nach Chartum.
Ende Dezember 1881 reiste Roth nach Khartum und trat überall dem Sklavenhandel entgegen, verfasste Berichte an die europäischen Komitees und an den englischen Gouverneur in Kairo. In Asyut erwirkte er die Gefangennahme einer grossen Sklavenkarawane. Roth war Mitglied der dortigen Sklavenaufsichtskommission sowie derjenigen in Kairo und ab 1882 Inspektor für die Unterdrückung des Sklavenhandels in Darfur, wo er mit Generalgouverneur Rudolf Slatin in dessen Residenz Dara zusammentraf. Slatin wollte Roth die Stadt Sheka, ein berüchtigtes Zentrum des Sklavenhandels, als Ausgangspunkt für seine Mission anweisen, doch der Mahdi-Aufstand verhinderte dies.
Als Roth in Darfur an Typhus erkrankte, wurde er in das klimatisch günstigere Al-Faschir gebracht. Kurze Zeit darauf verstarb er und fand – wie der ehemalige Generalgouverneur von Darfur, Friedrich Rosset (1842–1878), auf dem dortigen Friedhof seine letzte Ruhestätte.
Roths korrekter Todestag konnte nicht festgestellt werden. Nach dem Totenregister von Erlinsbach starb Roth im September 1882; nach Slatin erfolgte der Tod nach der Schlacht von Om Waragat, die Ende Oktober 1882 stattfand. Nach einer anderen Nachricht sei Roth einen Monat vor Slatins Gefangenschaft verstorben, die am 23. Dezember 1883 in Dara erfolgte.

## Schriften
- Nouvelle méthode pour bien apprendre la langue française en peu de temps.
- Arabic and English. An easy method, Part first, Asyoot.